# Phyllis (série télévisée)
Pour les articles homonymes, voir Phyllis.
Phyllis est une série télévisée de sitcom américaine en 48 épisodes de 24 minutes créée principalement par Ed Weinberger et Stan Daniels, et diffusée entre le 8 septembre 1975 et le 13 mars 1977 sur le réseau CBS.
Cette série est inédite dans tous les pays francophones.
Il s'agissait du deuxième spin-off de The Mary Tyler Moore Show (le premier étant Rhoda (en)). Le producteur de Mary Tyler Moore Show, James L. Brooks, a également participé à l'émission en tant que consultant créatif.

## Synopsis et réalisation
La série met en vedette Cloris Leachman dans le rôle de Phyllis Lindstrom, qui était auparavant l'amie, la voisine et la propriétaire de Mary Richards dans The Mary Tyler Moore Show.
Dans la nouvelle série, Phyllis et sa fille Bess Lindstrom déménagent de Minneapolis à San Francisco, après la mort de son mari, le Dr Lars Lindstrom. Il a été révélé que San Francisco était la ville natale d'origine de Phyllis et Lars, avant leur déménagement à Minneapolis, et que sa mère et son beau-père y résidaient toujours.

## Distribution

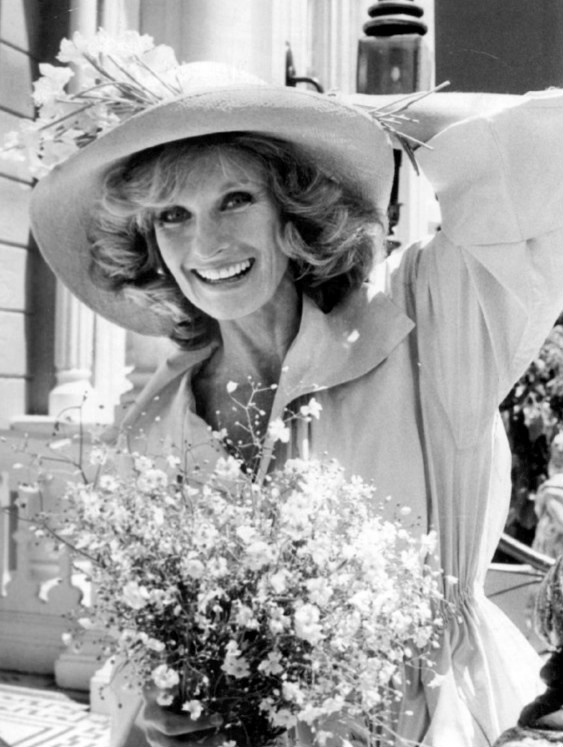
Cloris Leachman comme Phyllis.

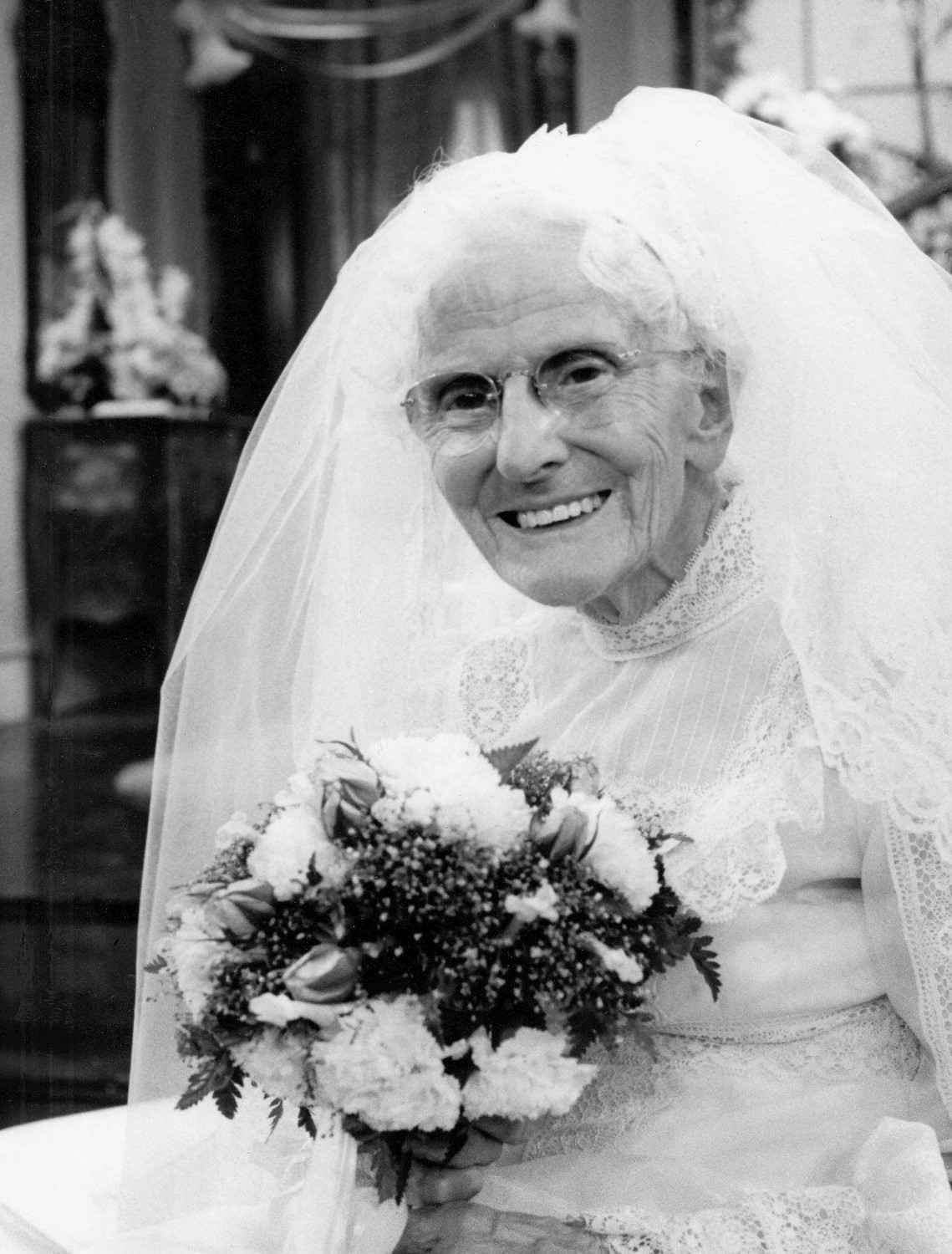
Judith Lowry comme Mère Dexter (1976).

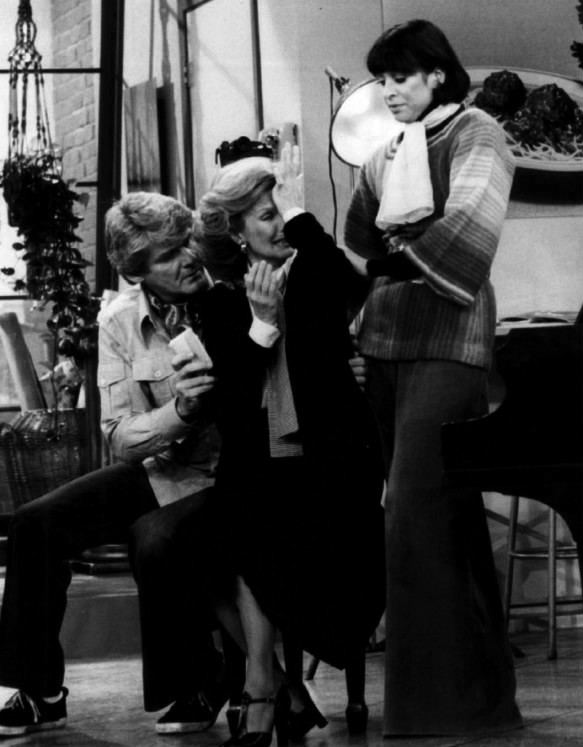
Lorsque les efforts musicaux de Phyllis accouchent d'une fausse note, Leo (Richard Schaal) et Julie (Liz Torres) la réconfortent.

- Cloris Leachman dans le rôle de Phyllis Lindstrom.

Phyllis est une femme arrogante et égocentrique qui déménage de Minneapolis, au Minnesota, à San Francisco, en Californie, après que son mari, Lars, décède et la laisse, elle et sa fille, sans économies. Elle se retrouve soudainement obligée de trouver un emploi après avoir été l'épouse choyée d'un dermatologue pendant des décennies. Dans la première saison, elle travaille comme assistante photographe et dans la deuxième saison, elle travaille comme assistante politique. Phyllis était auparavant un personnage vedette du Mary Tyler Moore Show en tant que bon ami et propriétaire de Mary Richards. L'actrice a fait sa dernière apparition en tant que Phyllis lors de la finale du Mary Tyler Moore Show, une semaine après la fin de la série dérivée. Dans l'épisode, elle rend visite à Mary avec son ennemi, Rhoda Morgenstern, afin de remonter le moral de Mary lorsqu'elle se fait virer de son travail.
- Henry Jones dans le rôle du juge Jonathan Dexter.

Jonathan Dexter est le deuxième mari calme et équilibré d'Audrey Dexter. Le mari de Phyllis, Lars, était son beau-fils. Il est protecteur et critique de sa mère Sally, dont le comportement obscène et manifeste conduit généralement à son chagrin.
- Jane Rose (en) dans le rôle d'Audrey Dexter.

Audrey Dexter est l'épouse idiote et toujours joyeuse de Jonathan. Elle a eu un fils nommé Lars Lindstrom avec son premier mari. Après la mort de Lars en 1975, sa belle-fille et sa petite-fille sans le sou et veuve quittent le Minnesota pour vivre avec elles en Californie. Rose est tombée malade d'un cancer vers la fin de la série, ce qui a amené la série à dépendre davantage de personnages comme Bess et Mark pour fournir des intrigues pour les épisodes ultérieurs.
- Lisa Gerritsen (en) dans le rôle de Bess Lindstrom.

C'est la fille très intelligente et mature de Phyllis. Bess est un lycéen de 17 ans au lycée pendant la première saison et un étudiant de première année de 18 ans à l'université pendant la deuxième saison. En déménageant à San Francisco, Bess traverse de nombreux petits amis et chagrins avant d'entrer dans une romance éclair avec Mark Valenti, le neveu du patron de sa mère. Elle épouse rapidement Mark et annonce qu'elle est enceinte de leur enfant dans la finale de la série. Elle et Phyllis sont toutes deux apparues dans The Mary Tyler Moore Show avant de passer à la nouvelle émission.
- Judith Lowry (en) dans le rôle de Sally « Mother » Dexter.

Sally est la mère acariâtre et à la langue acérée d'Henry, âgée de 86 ans. Alors qu'elle a un faible pour Bess, Mère Dexter agit de manière abrasive envers Phyllis. Mère Dexter a un côté lascif, démontrant fréquemment ses sentiments sexuels pour l'acteur Charles Bronson. Dans la deuxième saison, elle choque le reste de sa famille en se couchant avec son petit ami, Arthur Lanson, dans son mobil-home. Après avoir discuté de la situation avec sa famille et Arthur, le couple décide qu'il veut se marier et que leur mariage soit célébré par Jonathan dans le salon de la maison Dexter. Lowry est apparu en tant que Mère Dexter dans cinq épisodes après l'épisode du mariage. Elle était décédée d'une crise cardiaque à l'âge de 86 ans en novembre 1976, un mois avant la diffusion de l'épisode du mariage. Burt Mustin, qui incarnait Arthur, est décédé deux mois après Lowry.
- Barbara Colby dans le rôle de Julie Erskine (1975).

Julie Erskine est le premier patron de Phyllis. Avec Burt Mustin, l'actrice est venue dans Phyllis après avoir joué un rôle différent dans The Mary Tyler Moore Show. Elle avait auparavant joué une prostituée qui s'est liée d'amitié avec Mary Richards lorsqu'ils ont passé la nuit en prison ensemble. Le personnage d'Erskine a été refondu avec Liz Torres après que Colby a été tuée dans une fusillade en voiture alors qu'elle sortait d'un cours de théâtre.
- Liz Torres comme Julie Erskine (1975-1976).

Torres a remplacé Barbara Colby après son assassinat en juillet 1975. Le personnage a été retiré de la série après la première saison.
- Richard Schaal (en) dans le rôle de Leo Heatherton (1975–1976).

Heatherton est le collègue bien intentionné mais maladroit de Phyllis au studio de photographie. Avec Julie, le personnage de Leo a été retiré de la série après la fin de la première saison dans le but de retravailler la série et d'augmenter les cotes d'écoute.
- Carmine Caridi dans le rôle de Dan Valenti (1976-1977).

Dan Valenti est le patron de Phyllis dans la saison deux lorsqu'elle devient assistante politique. Son neveu, Mark, devient finalement le mari de Bess.
- John Lawlor (en) dans le rôle de Leonard Marsh (1976-1977).

Marsh est le collègue de Phyllis dans la saison deux. Leonard n'a pas tendance à s'entendre avec Phyllis.
- Garn Stephens (en) dans le rôle de Harriet Hastings (1976-1977).

Hastings est le collègue de Phyllis dans la saison deux. Comme Leonard, Harriet n'a pas une relation très amicale avec Phyllis.
- Burt Mustin (en) dans le rôle d'Arthur Lanson (1976).

Arthur Lanson est le prétendant dévoué, et plus tard mari, de Mère Dexter. C'est un vétéran âgé de la Première Guerre mondiale qui vit dans un parc à roulottes. Il aime passer du temps avec d'autres anciens combattants de la Première Guerre mondiale et échanger des histoires sur leur temps au combat. Il est mentionné au cours de la seconde moitié de la saison deux mais a disparu de la série peu de temps après l'épisode dans lequel lui et Mère Dexter se marient. Mustin est tombé malade peu de temps après la diffusion de l'épisode et est décédé en janvier 1977, juste avant son 93e anniversaire. Il était le troisième acteur de la série à mourir dans sa durée relativement courte.
- Craig Wasson dans le rôle de Mark Valenti (1977).

Mark Valenti est un étudiant, neveu de Dan Valenti. Il rêve de devenir un musicien à succès. Lui et Bess tombent amoureux vers la fin de la saison deux et se marient rapidement. Bess annonce qu'elle est enceinte de leur enfant dans la finale de la série.